# League City
League City város az USA Texas államában, Galveston és Harris megyében. Lakosainak száma 114 392 fő (2020. április 1.).

## Népesség
A település népességének változása:

| 2010 | 83 560  |
| 2020 | 114 392 |